# Недопустимые доказательства в уголовно-процессуальном праве России
Недопустимыми в российском уголовно-процессуальном праве признаются доказательства, полученные с нарушением требований Уголовно-процессуального кодекса.
Недопустимые доказательства не имеют юридической силы и не могут быть положены в основу обвинения, а также использоваться для доказывания любого из обстоятельств, входящих в предмет доказывания по уголовному делу.
В то же время, сторона защиты, вообще говоря, в некоторых случаях может использовать в своих целях и доказательства, не являющиеся допустимыми, — коль скоро они не опровергнуты обвинением, налицо сомнение, которое должно толковаться в пользу обвиняемого в силу презумпции невиновности. Такая возможность является одной из граней асимметрии доказательств.
К недопустимым доказательствам заведомо относятся:
- показания подозреваемого, обвиняемого, данные в ходе досудебного производства по уголовному делу в отсутствие защитника, включая случаи отказа от защитника, и не подтвержденные подозреваемым, обвиняемым в суде;
- показания потерпевшего, свидетеля, основанные на догадке, предположении, слухе, а также показания свидетеля, который не может указать источник своей осведомленности;
- иные доказательства, полученные с нарушением требований Уголовно-процессуального кодекса[3].

Особо подчеркивается, что в процессе доказывания запрещается использование результатов оперативно-розыскной деятельности, если они не отвечают требованиям, предъявляемым Уголовно-процессуальном кодексом.
Прокурор, следователь, дознаватель вправе признать доказательство недопустимым по ходатайству подозреваемого, обвиняемого или по собственной инициативе. Доказательство, признанное недопустимым, не подлежит включению в обвинительное заключение или обвинительный акт. Суд вправе признать доказательство недопустимым по ходатайству сторон или по собственной инициативе в порядке, установленном статьями 234 и 235 УПК РФ.
Ходатайство об исключении доказательства может быть заявлено стороной в суд и рассмотрено в ходе предварительного слушания или при рассмотрении уголовного дела по существу.
Ходатайство об исключении доказательства должно содержать указания на:
- доказательство, об исключении которого ходатайствует сторона;
- основания для исключения доказательства и обстоятельства, обосновывающие ходатайство[6].

При рассмотрении ходатайства об исключении доказательства судья выясняет, есть ли у другой стороны возражения против данного ходатайства, и при отсутствии возражений удовлетворяет ходатайство.
Если другая сторона возражает против исключения доказательства, судья вправе допросить свидетеля, приобщить к уголовному делу документ, указанный в ходатайстве, огласить протоколы следственных действий и иные документы, имеющиеся в уголовном деле и (или) представленные сторонами.
Если ходатайство об исключении доказательства, заявленное стороной защиты, основано на том, что доказательство было получено с нарушением требований Уголовно-процессуального кодекса, бремя опровержения доводов, представленных стороной защиты, лежит на прокуроре. В остальных случаях бремя доказывания лежит на стороне, заявившей ходатайство.
Исключенное судом доказательство теряет юридическую силу и не может быть положено в основу обвинительного приговора или иного судебного решения, а также исследоваться и использоваться в ходе судебного разбирательства.
При рассмотрении уголовного дела по существу суд по ходатайству стороны вправе повторно рассмотреть вопрос о признании исключенного доказательства допустимым.